# القضايا البيئية في تشيلي

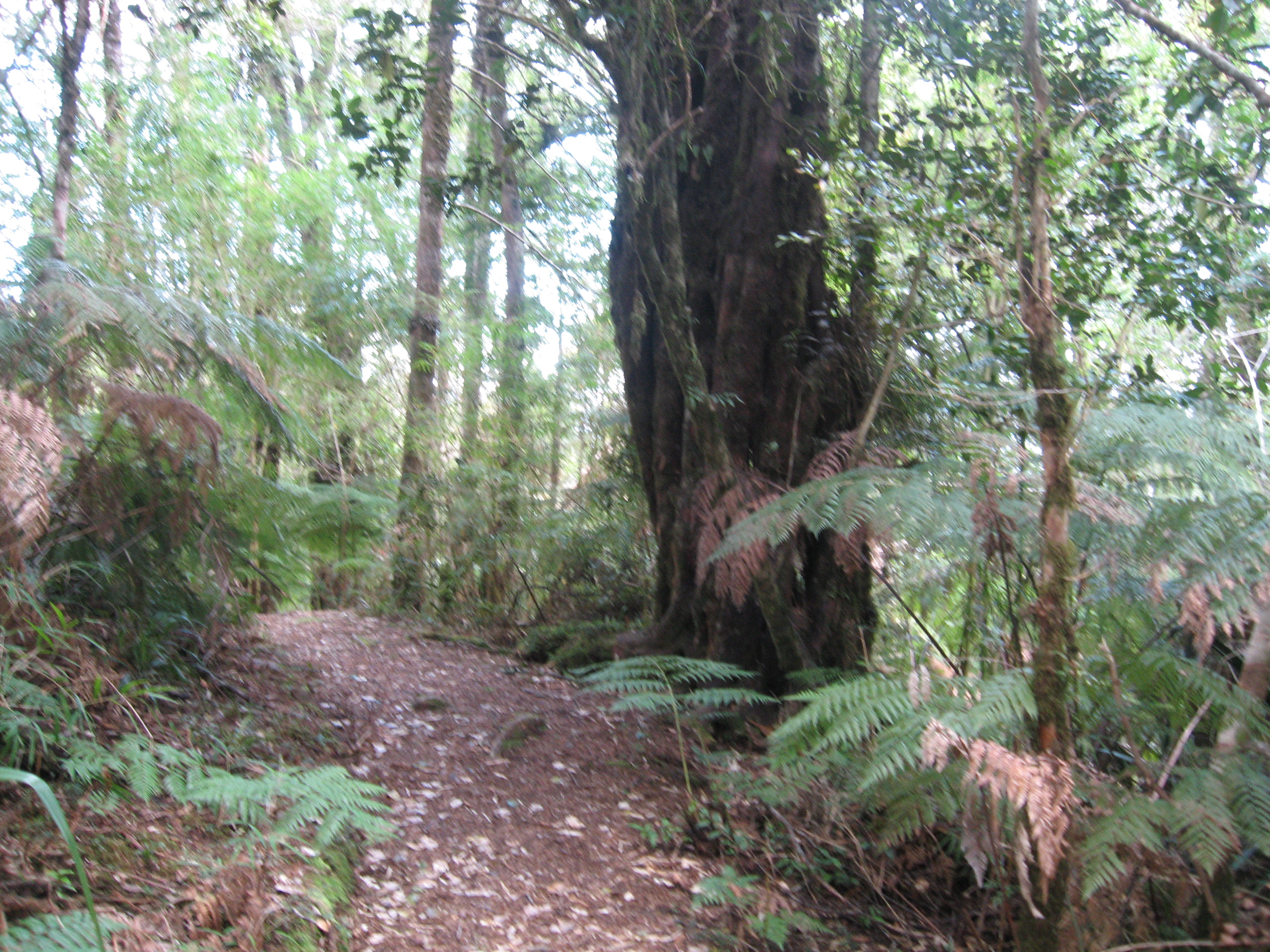
غابة فالديفيان المطيرة المعتدلة في منتزه أونكول.

تغطي هذه الصفحة القضايا البيئية في شيلي.

## نظرة عامة
تشيلي هي جزيرة قارية يحدها المحيط الهادئ من الغرب، وجبال الأنديز من الشرق، وصحراء أتاكاما في الشمال ؛ فهي موطن للعديد من المناطق البيئية المهمة، مثل غابات الأمطار الشتوية غابات فالديفيان (التشيلي )، وهي نقطة ساخنة للتنوع البيولوجي تضم نباتات وحيوانات مستوطنة غنية، وجبال الأنديز الاستوائية، التي تمتد إلى شمال تشيلي.
هناك أنواع مهددة بالانقراض في تشيلي، بما في ذلك هويمول جنوب الأنديز، صقر التندرا الشاهين، بونا ريا، نجم الخشب التشيلي،الأوز ذات الرأس الأحمر، وسلاحف البحر الخضراء. اعتبارًا من عام 2001 تم اعتبار 16 نوعًا من الثدييات من إجمالي 91 نوعًا مهددة بالانقراض. من بين 296 نوعًا من الطيور المتكاثرة، كان 18 منها مهددة بالانقراض. كما تعرضت أربعة أنواع من أسماك المياه العذبة و 268 نوعًا نباتيًا للتهديد.

## القضايا البارزة
هناك سلسلة من القضايا البيئية في هذا البلد، مع اقتصاد ديناميكي ومتنوع.وتتمثل المشاكل البيئية الرئيسية في شيلي في إزالة الغابات وما ينتج عنها من تآكل التربة ومن عام 1985 إلى عام 1995، فقدت شيلي ما يقرب من مليوني هكتار من الغابات الأصلية ؛ تم تدمير هذه الغابات من أجل اللب، وإفساح المجال لمزارع الأشجار الصناعية. نتيجة لذلك، تمتلك تشيلي الآن أكبر مساحة في العالم لمزارع أشجار الصنوبر المشعة وبعض الغابات المحلية الأكثر تعرضًا للخطر في العالم. حصلت شيلي على مؤشر سلامة المناظر الطبيعية للغابات لعام 2018، مما يعني درجة 7.37 / 10، لتحتل المرتبة 43 عالميًا من بين 172 دولة.
تلوث الهواء من الصناعة والنقل وتلوث المياه حاد بشكل خاص في المراكز الحضرية. في عام 1996، بلغ إجمالي انبعاثات ثاني أكسيد الكربون الصناعية في شيلي 48.7 مليون طن متري. وتشكل مياه الصرف الصحي الغير المعالجة تهديدًا كبيرًا لنوعية المياه في البلاد. اعتبارًا من عام 2001، كان لدى شيلي 928 كيلومترًا مكعبًا من موارد المياه المتجددة. في حين أن 99٪ من سكان الحضر لديهم مياه شرب نقية، فإن 58٪ فقط من سكان الريف لديهم نفس الوصول.  تشيلي هي واحدة من دول التعدين الرئيسية في العالم ويمثل التعدين على نطاق واسع أيضًا تحديًا بيئيًا مهمًا. النقص الحاد في المياه الذي أثر على العديد من المجتمعات المحلية لا يرجع فقط إلى الجفاف المستمر ولكن إلى المشاكل الهيكلية في السياسات التي تحكم استغلال الموارد الطبيعية، بما في ذلك إدارة المياه المخصخصة ؛ أدى هذا إلى احتجاجات كبيرة.

## تلوث المياه
تمت خصخصة الكثير من موارد المياه في تشيلي بسبب قانون المياه لعام 1981 الذي أنشأ سوقًا قائمًا على حقوق المياه.  يتم التعامل مع المياه كأصل حيث بمجرد حصول فرد أو شركة خاصة على حقوق المياه، يمكنهم اختيار بيع المياه أو تأجيرها. أدى تركيز الموارد المائية في أيدي عدد قليل من الشركات إلى حصول تشيلي على أعلى معدلات المياه في أمريكا اللاتينية. ما يقرب من 90٪ من حقوق استخدام المياه لإنتاج الطاقة الكهرومائية مملوكة لثلاث شركات. تم إصدار حقوق مائية أكثر من الاحتياطيات الموجودة في بعض أجزاء البلاد مما أدى إلى نضوب موارد المياه الجوفية. أثر هذا النقص بشكل خاص على سكان الريف والسكان الأصليين في شيلي.
كان لصناعة التعدين تأثير كبير على البيئة في شيلي. إحدى المناطق التي تأثرت بشكل كبير هي منطقة صحراء أتاكاما، والتي تعتبر واحدة من أكثر المناطق جفافاً في العالم. يتطلب التعدين كمية كبيرة من المياه، حيث يأتي الكثير من هذه المياه من إمدادات المياه الجوفية. يمكن أن يؤدي الغبار الناتج عن عمليات التعدين أيضًا إلى تسريع ذوبان رواسب الجليد على الأنهار الجليدية في جبال الأنديز. هذا يضع ضغطًا كبيرًا على إمدادات المياه الذائبة التي تضر بالمجتمعات الريفية التي تعيش في أتاكاما. مصدر آخر للتلوث ينتج عن تعدين الليثيوم داخل بعض البحيرات في المنطقة. هذا لديه القدرة على التأثير على سكان فلامنغو المحليين لأنهم يعتمدون على البحيرات كمصدر للروبيان.

## تلوث الهواء
أدى النشاط الاقتصادي المتزايد إلى تدهور جودة الهواء في شيلي. سانتياغو، عاصمة شيلي، محاطة بسلاسل جبلية تسهل تراكم الملوثات من انبعاثات السيارات والتنمية الصناعية في المنطقة. تعاني المستشفيات من الاكتظاظ نتيجة مشاكل الجهاز التنفسي كل عام في سانتياغو. أدى تلوث الهواء في سانتياغو إلى معاناة 20 ألف شخص في المتوسط من مشاكل في الجهاز التنفسي كل عام. من الشائع استخدام الخشب للتدفئة في الجزء الجنوبي من تشيلي، والذي يميل إلى التعرض لدرجات حرارة باردة، لأنه أقل تكلفة من الغاز أو الكهرباء.

## منطقة: فالبارايسو
مقاطعة فالبارايسو هي موطن لأكبر الموانئ الخاصة والعامة في البلاد، مدينة كوينتيرو وفالبارايسو، على التوالي. تحتوي هذه المنطقة على تركيز عالٍ من الصناعات الملوثة بما في ذلك مصاهر النحاس ومحطات الطاقة الحرارية ومحطات الطاقة. تُعرف مقاطعة فالبارايسو باسم منطقة التضحية الوطنية، حيث تحتوي على تركيزات عالية من المعادن الثقيلة والملوثات الأخرى.
التاريخ
تقليديا، كان سكان مقاطعة فالبارايسو يعيشون من خلال الصيد التقليدي والزراعة. في العقود العديدة الماضية كان الاقتصاد الرئيسي للمنطقة هو السياحة، في عام 2016 كان هناك ما يقدر بنحو 1.498295 سائحًا يزورون المنطقة.
تقع أكبر الموانئ في البلاد في منطقة فالبارايسو. ميناء فالبارايسو هو أيضًا موطن لقاعدة البحرية التشيلية. معدلات الانبعاثات العالية، الكربون الأسود والبني (BC و BrC)، تأتي من أنشطة الشاحنات والسفن في هذا الميناء. يتم تشغيل وسائل النقل العام في مدينة فالبارايسو بوقود الديزل.
الصناعات في المنطقة
تمتلك Quintero Puchuncaví 15 صناعة ملوثة في المنطقة. تم بناء العديد من هذه الصناعات في أوائل الستينيات وتم توسيعها منذ ذلك الحين. تشمل الصناعات ما يلي: مصفاة نفط كونكون التي تديرها Empresa Nacional del Petróleo (ENAP) ومحطة Laguna Verde للطاقة النووية ومحطة Ventanas للطاقة (أكبر محطة طاقة في تشيلي) التي تديرها AES Gener و Ventanas Division مصهر النحاس الذي تديره أكبر منتج للنحاس في العالم Codelco، ومحطة Nehuenco للطاقة التي تديرها Colbún SA
حالات التلوث
في عام 2011، غُمرت Escuela La Greda الواقعة في Puchuncaví في سحابة كيميائية من مجمع Ventanas الصناعي. أدت سحابة الكبريت إلى تسميم ما يقدر بـ 33 طفلاً و 9 معلمين، مما أدى إلى نقل المدرسة. الموقع القديم للمدرسة مهجور الآن. في أغسطس وسبتمبر 2018، كانت هناك أزمة صحية عامة في كوينتيرو وبوتشونكافي، حيث تعرض أكثر من 300 شخص للمرض من المواد السامة في الهواء، القادمة من الصناعات الملوثة.  التربة في المناطق القريبة من الصناعات الملوثة، اكتشف الاختبار مستويات عالية من السيلينيوم والنحاس في التربة. المحيط كان هناك العديد من الانسكابات النفطية قبالة سواحل منطقة فالبارايسو. في عام 2014، حدث انسكاب أدى إلى إلقاء 37000 لتر من النفط في المحيط بعد انقطاع الاتصال بين ناقلتين، هما LR Mimosa و Monobouy Terminal. في عام 2015، سربت Doña Carmela 500 لتر من النفط، وفي عام 2018 تسربت السفينة Ikaros من زيت الطين. يقول سكان Quintero Puchuncaví، التي كانت ذات يوم اقتصاد صيد مزدهر والآن، لن يشتري أحد أسماكهم الملوثة بالمعادن الثقيلة. فقد العديد من الصيادين وظائفهم بسبب التلوث، ودمرت مصايد الأسماك.
جهود الإصلاح في عام 1992، كان هناك استئناف قضائي قدمته عدة نساء من بوشنكافي ضد ENAMI Ventanas، وتم رفع هذا الاستئناف ضد المصفاة بسبب السموم المنبعثة منها.  يعتبر المعهد الوطني لحقوق الإنسان في تشيلي كينتيرو وبوتشونساي منطقة تضحية، وبعد أزمة صحية مرتبطة بالتلوث في عام 2018، اندلعت ضجة بشأن الحق في بيئة نظيفة وصحية.  أدى هذا الحدث إلى جناح ضد الدولة لانتهاك المادة 19 رقم 8 من الدستور التشيلي، والحق في العيش في بيئة خالية من التلوث، ومن بين المدعين FIMA ومؤسسة Terram.  لا تزال القضية في المحاكم حتى أبريل 2019. التدخل الحكومي رداً على الاحتجاجات ضد تلوث الصناعات في منطقة فالبارايسو، أنشأت الحكومة اللجنة الوطنية للبيئة (CONAMA)  خطة إزالة التلوث من النوافذ التي تعاملت محليًا مع الانبعاثات من Codelco، كانت تحاول تقليل الانبعاثات من المصفاة. في عام 1965، ذكرت الخطة التنظيمية الأقاليمية لفالبارايسو أن خليج كوينتيرو كان محفوفًا بالمخاطر بالنسبة للمستوطنات البشرية. على الرغم من ذلك، كان هناك توسع في التنمية الصناعية والإسكانية.
المنظمات والحركات المحلية هناك العديد من الحركات في المنطقة التي نظمت ضد الآثار الصحية السلبية للعوامل الملوثة. ASOREFEN (جمعية العمال السابقة Enami Codelco Refinery Ventanas أو الرابطة الإقليمية للمسؤولين السابقين في Enami Ventanas) هي مجموعة من الموظفين السابقين في مصفاة Ventanas التابعة لشركة Codelco، المنظمة ضد تلوث الشركة. يُشار إلى العديد من الأشخاص بداخلها باسم Men in Green، وهم الأشخاص الذين تعرضوا لأول مرة للسموم بشكل مباشر، عادةً من العمل على اتصال وثيق معهم.
Cabildo Abierto Quintero-Puchuncavi: منظمة محلية تناضل من أجل تطهير منطقة القرابين.
نساء مناطق التضحية في مقاومة Puchuncaví-Quintero، وهي منظمة تأسست في عام 2016 استجابة للأزمة الصحية 'مثل التسمم المدرسي La Gerda. اجتمعت هؤلاء النساء مع أيديولوجية النسوية البيئية في أمريكا اللاتينية، لمحاربة التواجد في منطقة التضحية. 
Dunas de Ritoque هي منظمة بيئية غير حكومية محلية في Quintero Puchuncaví، تناضل من أجل الحفاظ على البيئة. المنظمات الأخرى المشاركة في الأزمة الصحية في مقاطعة فالبارايسو تشمل: FIMA، النظم البيئية، معهد الإيكولوجيا السياسية (IEP)، أوشيانا، CODEFF، مؤسسة Terram، Greenpeace، وشيلي المستدامة. 

## روابط خارجية
- "Key Environmental Issues in Chile". GRRT. مؤرشف من الأصل في 2016-04-27. اطلع عليه بتاريخ 2014-01-19.